# Ересько, Григорий Иванович
Григорий Иванович Ересько (укр. Григорій Іванович Єресько; 4 августа 1905, село Огульцы, Валковский уезд, Харьковская губерния, Российская империя — 27 ноября 1990, там же, Валковский район, Харьковская область, Украинская ССР, СССР) — советский деятель колхозного движения, в 1940-х — 1970-х годах председатель Великолиховского сельского совета и огульцовского колхоза им. Калинина. Участник Великой Отечественной войны. Один из инициаторов открытия Огульчанского историко-художественного музея имени Т. Г. Шевченко.

## Биография
Григорий Ересько родился 4 августа 1905 года в селе Огульцы Валковского уезда Харьковской губернии, по национальности украинец. Начальное образование получил в сельской школе, а затем окончил сельскохозяйственную школу в Харькове. Был одним из наиболее активных участников создания первых коллективных хозяйств в Огульцах. Принимал участие в боях Великой Отечественной войны в звании старшего сержанта, был командиром отделения 150-го инженерно-сапёрного ордена Красной Звезды батальона. Был удостоен орденов Красной Звезды и Отечественной войны 1-й степени и медали «За отвагу».
После войны вернулся в родное село, где с 1946 по 1959 год возглавлял колхоз имени Калинина. В 1947 году был принят в ВКП(б). В 1950-х трижды — в 1954, 1955 и 1956 годах — Ересько участвовал во Всесоюзной сельскохозяйственной выставке в Москве. За успешное руководство колхозом Ересько был дважды удостоен ордена Ленина — в 1948 и 1956 годах.
На протяжении трёх лет, с 1959 по 1961 год, он председательствовал в Великолиховском сельском совете Харьковской области. Затем до 1972 года вновь возглавлял огульцовский колхоз имени Калинина. Всего был председателем колхоза на протяжении 26 лет. Начиная с 1960-х годов, оказывал содействие в застройке колхозниками юго-восточной части села Огульцы — Махновки, благодаря чему количество домов там возросло с 8 до 77.
Участвовал в художественной самодеятельности, играл в струнном квартете при местном доме культуры. Репертуар квартета включал мелодии украинских народных песен. Был одним из инициаторов открытия Огульчанского историко-художественного музея имени Т. Г. Шевченко, входил в состав комитета по организации музея. Ещё при жизни в музее был выставлен его портрет и награды.
Директор музея Александр Кириченко писал, что Григорий Ересько вкладывал «в сложную и ответственную работу большой жизненный опыт, народную мудрость». Краевед Иван Лысенко характеризовал его как человека, который «отличался ортодоксальностью и слепой верой в коммунистическое будущее». Скончался 27 ноября 1990 года в родном селе.

## Награды
- орден Ленина (1948), (1956)[2]
- орден Красной Звезды (15.05.1945)[3] или (1948)[2]
- орден Отечественной войны 1-й степени (1985)[2]
- медаль «За отвагу» (05.11.1944)[3]